# Hyles defecta
Hyles defecta är en fjärilsart som beskrevs av Max Bartel 1899. Hyles defecta ingår i släktet Hyles och familjen svärmare. Inga underarter finns listade i Catalogue of Life.